# Oxycoleini
Los oxicoleínos (Oxycoleini) son una  tribu de coleópteros polífagos crisomeloideos de la familia Cerambycidae.

## Géneros
Tiene los siguientes géneros:
- Merionoeda Pascoe, 1858
- Merionoedina Villiers, 1968
- Oxycoleus Lacordaire, 1869
- Oxylopsebus Clarke, 2008